# ألكسندر بابادوبول كاليما
ألكسندرو بابادوبول كاليما (15 يناير 1833-18 يونيو 1898) هو مؤرخ روماني مولدافي المولد، وفقيه، وصحفي، شغل منصب وزير الخارجية ووزير الثقافة لإمارة رومانيا. كانت عائلة أمه كاليماشي، بالتالي فكان له أصول أرستقراطية عالية، لكنه كان من عامة الشعب من جانب والده؛ قضى معظم حياته في مدينة تيكوتشي المولدافية، التي كان تاريخها محور نشاطه الأكاديمي. انضم إلى الخدمة المدنية في مولدوفا عام 1855، باعتباره حامل سيف سباثا (Spatharios) في خدمة الأمير جريجور ألكساندرو جيكا، وشارك في تطبيق إصلاحات جيكا. وبالتالي، تخلى بابادوبول كاليما عن خلفيته اليونانية والهيلينستية ليصبح من دعاة القومية الرومانية، ودعم التوحيد السياسي بين مولدافيا وفالاشيا، والذي جاء في عام 1859. خدم لأول مرة في الإدارة الموحدة التي أنشأها دومنيتور ألكساندر يوحنا كوزا. انتقل من محافظ إلى عضو في مجلس الدولة، ثم إلى وزير في مجلس الوزراء. طوال حياته المهنية، ظل على ارتباط وثيق مع فاسيلي ألكساندي وميهايل كوجلنيسينو، ولاحقًا أيضًا مع بوجدان بيتريتشيكو هاسديو.
شهد بابادوبول كاليما كرئيس للشؤون الخارجية (1865-1866) محاولات لابتعاد الإمارة عن الإمبراطورية العثمانية، ولكنه شهد أيضًا أزمة أخيرة لنظام كوزا. عارض التحالف الوحشي الذي أطاح بكوزا في فبراير 1866، وفكر بالانسحاب من السياسة كليًا. عاد أخيرًا للعمل في مجلس النواب كممثل دائم لمقاطعة تيكوتشي؛ حيث انتقل من موقف الكوزية اليسارية إلى موقف محافظ يميني متماسك تمامًا عندما أصبح تابعًا لنادي جونيميا. خلال هذه الفترة الانتقالية، عاد بابادوبول كاليما كوزير للثقافة، وعمل على هذا النحو لمدة ثمانية أيام فقط في عام 1868. وقد تصالح تمامًا مع دومنيتور كارول الأول في سبعينيات القرن التاسع عشر، وأيد تأسيسه لمملكة رومانية، واتبع جونيميا في أكبر حزب للمحافظين.
عُرف بابادوبول كاليما في ستينيات القرن التاسع عشر بأنه أحد المؤرخين القانونيين الأوائل في رومانيا، ومؤلفًا مشاركًا لأول قانون مدني روماني، وقد نوَّع مساهماته العلمية في سبعينيات وثمانينيات القرن التاسع عشر، عندما وظفته الأكاديمية الرومانية. شُهد لأعماله بأنها جيدة البحث بشكل عام وممتعة من الناحية الجمالية، ولكنها مشوبة أيضًا بالجدل بشأن أهميتها الثقافية واعتمادها الشديد على المؤلفين الآخرين كما يُزعم، إلى حد الانتحال. كان بابادوبول كاليما كاتبًا للسيرة، وعالمًا في علم الأنساب، وعالم العصور الوسطى، ومؤرخًا اجتماعيًا، وعالمًا في علم اللغة، وباحثًا كلاسيكيًا، مع مساهمات رائدة مثل كتاب مرجعي عن الداقيين وتاريخهم. لم يتحقق قط عمله الموعود في التاريخ السياسي الذي يشرح عهد كوزا، لكنه ترك مذكرات مخطوطة تغطي تلك الفترة نفسها.

## سيرة شخصية

### الأصول والنشأة
ولد بابادوبول كاليما في تيكوتشي، مولدافيا، التي كانت في ذلك الوقت دولة تابعة للإمبراطورية العثمانية. من خلال والدته يوفروسينا (توفيت عام 1878)، كان عضوًا في عائلة كاليماشي، وربطه بكل من البويارد المولدافي وأرستقراطية فانوريت في إسطنبول. وفقًا لأبحاثه الخاصة، فإن آل كاليماش كانوا في الأصل من مقاطعة أورهي في بيسارابيا. رُفض هذا الادعاء من قبل المؤرخ الكسندرو د. زينوبول، الذي اقترح بدلًا من ذلك أنهم من بوكوفينا، ولكن تحققت صحته لاحقًا من قبل عالم الأنساب ستيفان س. جوروفي. كان ألكساندرو ينتمي إلى الخط الرئيسي الهيليني لتلك العشيرة، وقد عانى كاليماشي الأصغر سنًا من المولدافيين والرومانيين؛ كان جده سكارلات كاليماشي، الذي كان أمير مولدوفا ثلاث مرات، بين عامي 1806 و 1819، وعمل أيضًا لفترة وجيزة أميرًا لفلاشيا في عام 1821. وقد جعله هذا أيضًا حفيدًا للأمير ألكسندر كاليماشي، وحفيد حفيد الأمير جون ثيودور كاليماشي وكان من بين أعمامه الأمير قسطنطين موروزيس وجون كاليماشي، قائد الأسطول. كانت زوجة سكارلات، وجدة ألكسندرو، ابنة الأمير والاشيان نيكولاس مافوجينيس.
وصف المؤرخ سورين افتيمي الأمير سكارلات بأنه الأكثر هلينية بين ذرية كاليماشي، على الرغم من أنه فخور بذكر جذوره الرومانية. خلعه أسياده العثمانيون خلال حرب الاستقلال اليونانية، ونفي مع جميع أفراد أسرته إلى بولو، حيث مات (مسمومًا ومقطوع الرأس)؛ سُمح لعائلة كاليماشي الباقية بالمرور إلى مولدافيا في عام 1825. وفي الوقت نفسه، أعدِم دراغومان جون لدعمه فيليك إيتيريا، ما دفع أبناء عمومة بابادوبول إلى البحث عن ملجأ دائم في الإمبراطورية الروسية. تبعت الفضيحة بعد فترة وجيزة، عندما وقعت يوفروسينا في حب قبطان السفينة، نسيفروس. في سيرة ذاتية تعود لعام 1987، اقترح الفيلسوف إيونيل نيكولا أن الأحداث وقعت أثناء إبحار آل كاليماشي إلى موطنهم في مولدافيا على متن سفينة بابادوبول. كما أشار إلى أنهم ظلوا متزوجين حتى سن الشيخوخة، وأن ألكساندرو هو ذريتهم الوحيدة. وقد تناقض هذا لاحقًا مع البحث الأرشيفي، الذي يشير إلى أن الزوجين تزوجا في عام 1832، وانفصلا بحلول عام 1858؛ عندما انتقل نيسفوروس إلى كيشينيف، حيث توفي في عام 1862. تظهر هذه السجلات أيضًا أن ألكسندرو كان له أخت، سماراندا بانو- كاليما (1835-1892)، بالإضافة إلى شقيقين أحياء، سكارلات وأريستيد (توفي أخ بابادوبول الرابع، نشيفور، في طفولته).
يلاحظ نيكولا أن بابادوبول كاليما لم يؤكد أبدًا على أصله الأميري. خلال حياته، حافظت العائلة على مكانة مرموقة في الإمبراطورية العثمانية من خلال عم ألكسندرو، الدبلوماسي ألكسندروس كاليماشي. توفي الأخير في عام 1875 في مدينة مينيسي الفرنسية، دون أن يترك شيئًا لأطفال بابادوبول؛ ربما بسبب مؤامرات أقاربه الفرنسيين، الذين لم يخبروا أيًا من الكاليماشي الرومانيين بأنهم سيرثون. وبدلًا من ذلك، كانت العائلة الرومانية تجمع الأراضي في ستانيسيستي وحولها. كانت نيسفوروس قد استأجر أرضًا من الكنيسة الأرثوذكسية المولدافية المحلية في عام 1810، وبنى كنيسة أخرى في عام 1838. بعد نزاع طويل بين يوفروسينا وأصهارها بالادي، تلقى ألكسندرو ربعًا من ورثة ستانيسيستي. كما امتلك فيلا حديثة في تيكوتشي، مشهورة محليًا بزخرفة مجد الصباح والستارية الصينية.
لا يُعرف سوى القليل عن نشأة بابادوبول؛ في مقال في قاموس عام 1897، أشار ديميتري روزيتي إلى أن تفاصيل السيرة الذاتية غير متوفرة. كما تكشف مذكراته، بحلول عام 1855 كان أحد الشباب المثقفين الذين جرى استدعاؤهم لخدمة مولدافيا في الإدارة التي تشكلت حول جريجور ألكساندرو جيكا، الأمير الإصلاحي: كي أتولى منصبًا، كرمني فويفود غيكا برتبة حامل سيف سباثا، التي كانت أول رتبة أحملها على الإطلاق. أدرِج باعتباره حامل سيف سباثا في سجل الرتب المولدافية في 5 مايو 1855، للخدمات المقدمة. بدأ ظهوره الأدبي أيضًا في عام 1855، بمقال نشره فاسيلي ألكساندر روماني ليتراري. وانتقدت جهود إعادة اللاتينية وطالبت بالحفاظ على لغة آبائنا المنطوقة. وفقًا لبابادوبول-كاليما، كان المعجم الروماني الأساسي متفوقًا من حيث التعبيرية والجمال.